# Déclaration d'indépendance de la Corée

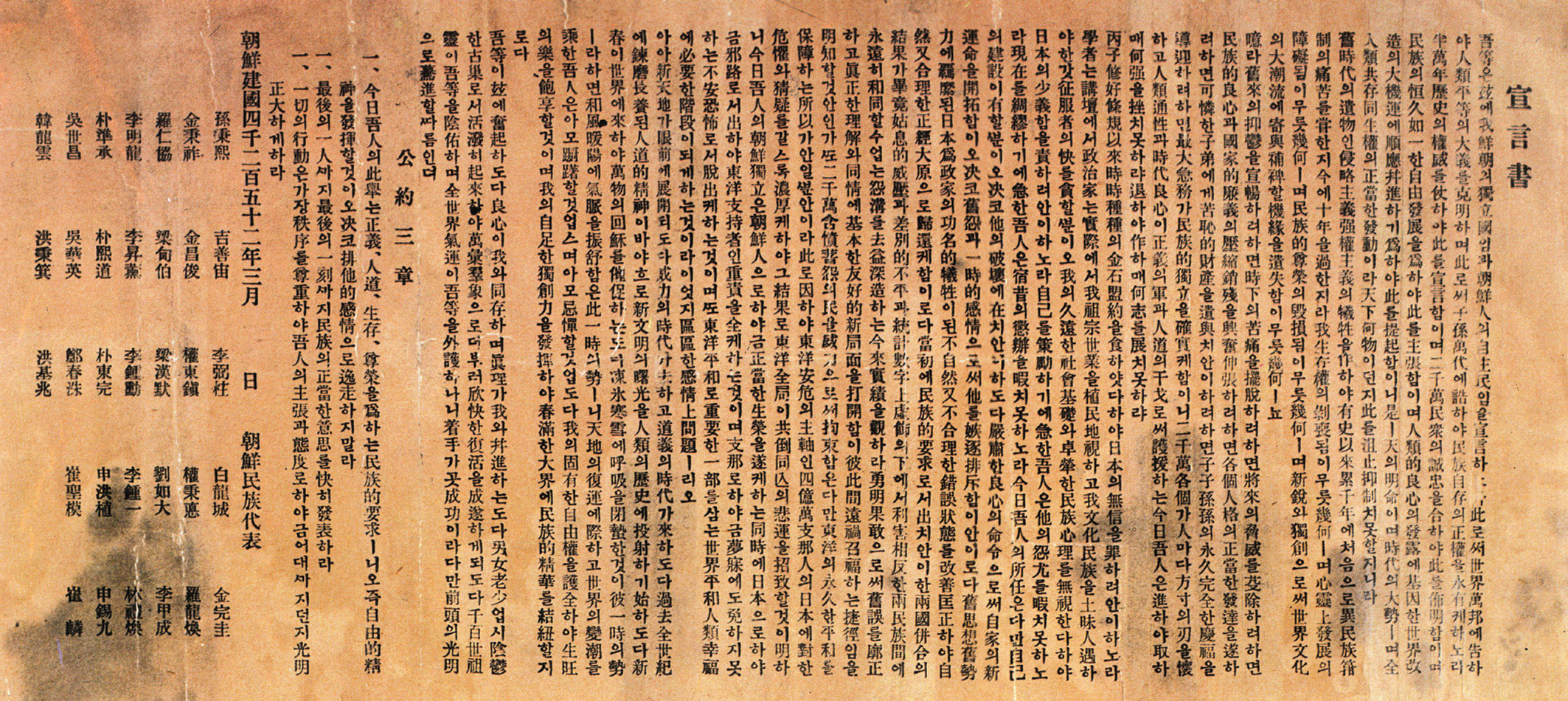
Exemplaire de la déclaration.

La Déclaration d'indépendance de la Corée (hangeul : 3·1독립선언서 ; hanja : 3·1獨立宣言書 ; litt. « déclaration d'indépendance du 1er mars ») est une déclaration adoptée le 1er mars 1919 par 33 représentants coréens dans le restaurant Taehwagwan, dans le quartier d'Insa-dong à Séoul. 
Dans le contexte du Mouvement du 1er Mars qui voit entre 500 000 et 1 million de manifestants participer aux funérailles du roi déchu Kojong en mars 1919, des troubles éclatent dans tout le pays et de nombreux manifestant réclament la fin de la colonisation de la Corée par le Japon.